# 2002 PP153
2002 PP153, também escrito como 2002 PP153, é um objeto transnetuniano que está localizado no cinturão de Kuiper, uma região do Sistema Solar. Este objeto é classificado com um provável cubewano. Ele possui uma magnitude absoluta de 7,3 e tem um diâmetro estimado com cerca de 153 km.

## Descoberta
2002 PP153 foi descoberto no dia 14 de agosto de 2002 pelos astrônomos M. J. Holman, J. J. Kavelaars, T. Grav e W. Fraser.

## Órbita
A órbita de 2002 PP153 tem uma excentricidade de 0,000 e possui um semieixo maior de 45,161 UA. O seu periélio leva o mesmo a uma distância de 45,161 UA em relação ao Sol e seu afélio a 45,161 UA.